# Morejska Despotovina
Morejska Despotovina, autonomna bizantska država smještena na Peloponezu (lat. Moreja), koju je osnovao sredinom 14. stoljeća bizantski car Ivan VI. Kantakuzen (1341. – 1354.) i darovao kao feud svome sinu Manuelu. Prijestolnica je bila u utvrđenom gradu Mistri.
Godine 1460. Osmanlije su napale i zauzele Morejsku Despotovinu i pripojili je Osmanskom Carstvu.

## Povijest
Začetak Morejske Despotovine počeo je nakon što je nicejski car Mihael VIII. Paleolog (1259. – 1261.) porazio u bici kod Pelagonije 1259. godine ahajskog kneza Vilima II. Villehardouina i oteo mu teritorije na Peloponezu. Godine 1308. bizantski car Andronik II. Paleolog predao je Moreju na doživotnu upravu guverneru Mihaelu Kantakuzenu (1308. – 1316.). Promjena upravnog sustava nad Morejom donijela joj je stabilizaciju i mogućnost za razvoj, što je omogućilo novom guverneru, Androniku Asenu (1316. – 1322.), sinu bugarskog cara Ivan Asen III. poduzimanje osvajačkih pohoda protiv Ahajske Kneževine.
Godine 1348. bizantski car Ivan VI. Kantakuzen predao je taj teritorij kao feud svom sinu Manuelu Kantakuzenu, koji je postao prvi morejski despot. Poslije njegove smrti 1380. godine, njegovi nasljednici Matija Asen (1380. – 1382.) i Demetrije I. (1382. – 1384.) nisu se uspjeli održati na vlasti, jer je Morejsku Despotovinu osvojila rivalska dinastija Paleologa, koja je vladala Carstvom. Naslov morejskog despota uzeo je 1382. godine Teodor I. Paleolog, najmlađi sin bizantskog cara Ivana V. Paleologa (1341. – 1376.).
Teodor I. je osigurao vlast nad Morejom tako što je priznao suverenitet osmanskog sultana i naselio stanovništvo s prostora današnje Albanije, kako bi potaknuo razvoj zemlje. Sve to rezultiralo je time da je Morejska Despotovina postala bastion bizantske snage usred propadajućeg Carstva.
Teodora I. nasljedio je 1407. godine na položaju morejskog despota, njegov nećak Teodor II. Paleolog, sin bizantskog cara Manuela II. Paleologa i Helene Dragaš. Za vrijeme njegove maloljetnosti, u upravi mu je pomagao otac Manuel II., koji je dao obnoviti Heksamilion bedem na Korintskoj prevlaci, koji je štitio Peloponez (Moreju) od upada s kontinentalnog dijela Grčke. Također, pomagao je sinu da konsolidira despotovinu u borbi protiv mletačkih država na području Grčke. Nakon očeve smrti 1425. godine, Teodor II. je ušao u rat protiv epirskog despota Karla I. Tocca, zbog čega je 1428. godine morao zatražiti pomoć od svog brata, bizantskog cara Ivana VIII. (1425. – 1448.). Brat mu je poslao u pomoć vojsku pod zapovjedništvom njegove braće Konstantina i Tome koji su također imenovani morejskim despotima i postali suvladari Teodora II.
Godine 1443. Teodor II. se odrekao prava na carsku krunu u ime mlađeg brata Konstantina te je ujedno zamijenio upravu nad Morejom za vlast despota u Selimbriji. Otada su Morejom upravljali Konstantin Dragaš i brat mu Toma.
Godine 1446. sultan Murat II. (1446. – 1451.) probio je zidine na korintskoj prevlaci i otvorio put za invaziju na Morejsku Despotovinu, ali umro je prije nego što je uspio ostvariti napad. Dvije godine kasnije, braći je kao treći despot pridodan brat Demetrije. Muratov nasljednik, sultan Mehmed II. Osvajač osvojio je Carigrad 1453. godine tijekom opsade u kojoj je poginuo i posljednji bizantski car Konstantin XI. (1448. – 1453.), kojemu njegova braća Toma i Demetrije nisu uspjela poslati pomoć. Nakon pada Carigrada, posljednji ostatak nekad moćnog Bizantskog Carstva bila je Morejska Despotovina (i Trapezuntsko Carstvo).
Loša vladavina Tome i Demetrija dovela je do pobune stanovništva protiv njihove vlasti, zbog čega su braća pozvala u pomoć osmanske snage. Naposljetku je sultan 1460. godine izvršio napad na Morejsku Despotovinu, srušio obnovljeni Heksamilionski zid na korintskoj prevlaci i osvojio je te pripojio svom Carstvu.

## Morejski despoti
- Manuel Kantakuzen (1348. – 1380.)
- Matija Asen Kantakuzen (1380. – 1382.)
- Demetrije I. Kantakuzen (1382. – 1384.)
- Teodor I. Palolog (1382. – 1407.)
- Teodor II. Paleolog (1407. – 1443.)
- Konstantin Paleolog (1428. – 1449.)
  - Toma Paleolog (1428. – 1460.)
  - Demetrije II. Paleolog (1449. – 1460.)